# Greedy (Tate McRae)
Greedy è un singolo della cantante canadese Tate McRae, pubblicato il 15 settembre 2023 come primo estratto dal secondo album in studio Think Later.
È stato riconosciuto col Juno Award al singolo dell'anno.

## Video musicale

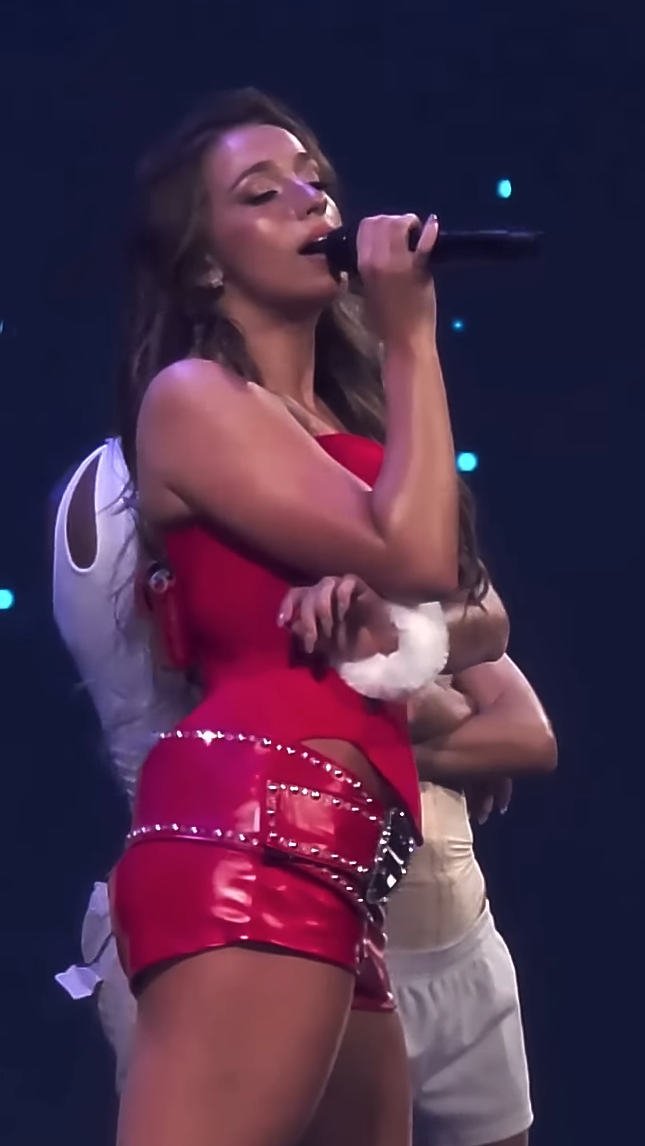
Tate McRae mentre si esibisce sulle note di Greedy al Jingle Ball di iHeartRadio, 13 dicembre 2024

Il video, diretto da Aerin Moreno, è stato reso disponibile in concomitanza con l'uscita del brano attraverso il canale YouTube dell'artista.

## Tracce
Testi e musiche di Tate McRae, Amy Allen, Jasper Harris, Ryan Tedder e Grant Boutin.
Download digitale, streaming – 1ª versione
1. Greedy – 2:11

Download digitale, streaming – 2ª versione
1. Greedy – 2:11
2. Greedy (Sped Up) – 1:59
3. Greedy (Slowed Down) – 2:28

Download digitale, streaming – Remixes EP
1. Greedy (Acoustic) – 2:22
2. Greedy (Ian Asher Remix) – 2:24
3. Greedy (Cassö Remix) – 2:36
4. Greedy (Alok Remix) – 2:32
5. Greedy (Sped Up) – 1:59
6. Greedy (Slowed Down) – 2:28

## Formazione
Hanno partecipato alle registrazioni, secondo le note di copertina di Think Later:
- Tate McRae – voce
- Jasper Harris – produzione
- Ryan Tedder – produzione
- Grant Boutin – produzione
- Dave Kutch – mastering
- Manny Marroquin – missaggio
- Chris Galland – assistenza al missaggio
- Robin Florent – assistenza al missaggio
- Jeremie Inhaber – assistenza al missaggio

## Successo commerciale
Greedy ha accumulato quasi un miliardo di stream a livello globale nel corso dell'anno successivo alla pubblicazione, risultando la 18ª hit più venduta secondo l'International Federation of the Phonographic Industry.

## Classifiche

### Classifiche settimanali
| Classifica (2023-24) | Posizione massima |
| -------------------- | ----------------- |
| Arabia Saudita       | 15                |
| Australia            | 2                 |
| Austria              | 1                 |
| Belgio (Fiandre)     | 3                 |
| Belgio (Vallonia)    | 2                 |
| Bielorussia          | 2                 |
| Brasile              | 44                |
| Bulgaria             | 1                 |
| Canada               | 1                 |
| Danimarca            | 1                 |
| Emirati Arabi Uniti  | 1                 |
| Estonia              | 1                 |
| Filippine            | 10                |
| Finlandia            | 11                |
| Francia              | 6                 |
| Germania             | 2                 |
| Grecia               | 1                 |
| India                | 4                 |
| Indonesia            | 11                |
| Irlanda              | 2                 |
| Islanda              | 3                 |
| Israele              | 19                |
| Italia               | 42                |
| Kazakistan           | 4                 |
| Lettonia             | 2                 |
| Libano               | 5                 |
| Lituania             | 2                 |
| Lussemburgo          | 1                 |
| Malaysia             | 1                 |
| Medio Oriente        | 3                 |
| Moldavia             | 1                 |
| Nordafrica           | 9                 |
| Norvegia             | 1                 |
| Nuova Zelanda        | 2                 |
| Paesi Bassi          | 1                 |
| Panama               | 59                |
| Polonia              | 6                 |
| Portogallo           | 3                 |
| Regno Unito          | 3                 |
| Repubblica Ceca      | 3                 |
| Romania              | 9                 |
| Russia               | 1                 |
| Singapore            | 1                 |
| Slovacchia           | 2                 |
| Spagna               | 50                |
| Stati Uniti          | 3                 |
| Svezia               | 6                 |
| Svizzera             | 2                 |
| Ucraina              | 8                 |
| Ungheria             | 7                 |
| Vietnam              | 47                |

### Classifiche di fine anno
| Classifica (2023) | Posizione |
| ----------------- | --------- |
| Australia         | 49        |
| Austria           | 36        |
| Belgio (Fiandre)  | 71        |
| Belgio (Vallonia) | 74        |
| Danimarca         | 55        |
| Estonia           | 75        |
| Francia           | 117       |
| Germania          | 53        |
| Paesi Bassi       | 34        |
| Polonia           | 74        |
| Portogallo        | 113       |
| Regno Unito       | 74        |
| Svizzera          | 33        |
| Ungheria          | 19        |
| Classifica (2024) | Posizione |
| Australia         | 16        |
| Austria           | 27        |
| Bielorussia       | 11        |
| Canada            | 7         |
| Danimarca         | 30        |
| Estonia           | 32        |
| Filippine         | 96        |
| Francia           | 53        |
| Germania          | 11        |
| Islanda           | 14        |
| Kazakistan        | 55        |
| Moldavia          | 1         |
| Nuova Zelanda     | 21        |
| Paesi Bassi       | 34        |
| Polonia           | 50        |
| Portogallo        | 29        |
| Regno Unito       | 18        |
| Russia            | 60        |
| Stati Uniti       | 13        |
| Svizzera          | 17        |
| Ucraina           | 67        |
| Ungheria          | 79        |

## Date di pubblicazione
| Paese  | Data              | Formato                      | Versione    | Etichetta  | Nota   |
| ------ | ----------------- | ---------------------------- | ----------- | ---------- | ------ |
| Mondo  | 15 settembre 2023 | Download digitale, streaming | Originale   | RCA        | [ 86 ] |
| Mondo  | 15 settembre 2023 | Download digitale, streaming | 2ª versione | RCA        | [ 87 ] |
| Italia | 22 settembre 2023 | Contemporary hit radio       | Originale   | Sony Italy | [ 88 ] |
| Mondo  | 27 ottobre 2023   | Download digitale, streaming | Remixes EP  | RCA        | [ 89 ] |

## Riconoscimenti
- Billboard Music Awards[90]
  - 2024 – Candidatura alla miglior canzone radiofonica
  - 2024 – Candidatura alla miglior canzone globale
  - 2024 – Candidatura alla miglior canzone globale (Stati Uniti d'America esclusi)

- BRIT Awards[91]
  - 2024 – Candidatura alla canzone internazionale dell'anno

- E! People's Choice Awards[92]
  - 2024 – Candidatura alla canzone dell'anno

- Global Awards[93]
  - 2024 – Candidatura alla miglior canzone

- iHeartRadio Music Awards[94][95]
  - 2024 – Candidatura al miglior testo
  - 2025 – Candidatura alla canzone dell'anno
  - 2025 – Candidatura alla canzone pop dell'anno

- Juno Awards[23]
  - 2024 – Singolo dell'anno

- Kids' Choice Awards[96]
  - 2024 – Candidatura alla canzone virale preferita

- MTV Video Music Awards[97]
  - 2024 – Candidatura alla miglior coreografia